# Ivan Sutherland (wioślarz)
 Ivan Carl Sutherland (ur. 15 września 1950 w Blenheim) – nowozelandzki wioślarz, brązowy medalista olimpijski i dwukrotny medalista mistrzostw świata.

## Kariera
Wystąpił na igrzyskach olimpijskich w Montrealu w 1976, gdzie osada Nowej Zelandii w składzie: Ivan Sutherland, Trevor Coker, Peter Dignan, Lew Wilson, Joe Earl, Dave Rodger, Alec McLean, Tony Hurt i Simon Dickie (sternik) zdobyła brązowy medal. W finale o 5,22 sekundy szybsza była osada NRD, a o 2,69 wyprzedziła ich osada Wielkiej Brytanii. Był to jego jedyny start olimpijski.
W ósemkach zdobył również brązowy medal na mistrzostwach świata w Cambridge (1978). Ponadto wywalczył srebrny medal w czwórkach bez sternika na mistrzostwach świata w Amsterdamie (1977).
Po zakończeniu kariery został trenerem wioślarstwa. Prowadził między innymi reprezentację Nowej Zelandii w latach 1987-1996, a także pracował w Wairau Rowing club. Był też członkiem zarządu New Zealand Rowing, zajmując się także pozyskiwaniem  środków finansowych w celu rozwoju tego sportu. Prowadził także winiarnię Cloudy Bay w regionie Marlborough.
W 2011 odznaczony Nowozelandzkim Orderem Zasługi za osiągnięcia w wioślarstwie i winogrodnictwie.